# Špela Perše
Špela Perše, född 4 augusti 1996, är en slovensk simmare.
Perše tävlade för Slovenien vid olympiska sommarspelen 2016 i Rio de Janeiro, där hon slutade på 16:e plats på 10 km maraton.